# Andrés Cabas
Andrés Mauricio Cabas Rosales (Barranquilla, 7 de octubre de 1976), más conocido como Cabas, es un cantautor colombiano, cuyo estilo incorpora al pop y al rock latino distintos elementos del folclor de su país, tomados principalmente de ritmos autóctonos de la Costa Caribe.

## Biografía
Cabas estuvo influenciado desde pequeño por los sonidos de Barranquilla, creció en medio de bullerengues, porros, fandangos y cumbias, con marcadas mezclas africanas; pero sobre todo por su padre músico y compositor Eduardo Cabas de La Espriella. Estudió piano y practicó con otros instrumentos, en especial con la percusión. Durante su adolescencia conoció la música clásica, el rock y la música electrónica que vinieron a sumarse a los distintos ritmos de su país.

## Carrera
Su carrera profesional inició en el 2001 cuando publicó su primer álbum, “CABAS”, este trabajo combinaba alegres melodías con letras originales como en “Mi Bombón”, canción que lo consagró en Colombia y el mundo, ocupando por tres meses, desde su lanzamiento, el primer lugar en las estaciones radiales y dándole su primer Disco de Oro, seguido por un doble Disco de Platino en Colombia.
Desde ese momento su carrera artística empezó a crecer, recibiendo elogios de la crítica mundial, y convirtiéndose en el artista Revelación según Billboard y en el artista colombiano con mayor proyección internacional. Participó en grandes e importantes eventos y lugares como: La Casa Blanca, en el homenaje a la premio nobel de la paz Wangari Maathai, en el Madison Square Garden, en Japón, Europa, Latinoamérica, México y Estados Unidos. 
Su segundo álbum fue “Contacto”, producción que refleja un estilo propio y da continuidad a su emergente carrera. El diario “The New York Times” lo catalogó como uno de los mejores discos de 2004.
Con “La Caderona”, el primer sencillo, obtuvo el primer lugar en los charts de Latinoamérica y el vídeo del temas se estrenó a través de la cadena MTV.
Fue nominado a Artista Revelación en los Grammy Latinos. En los MTV Latin Awards fue nominado a Mejor Álbum de Rock, Mejor Intérprete Rock, el Peoples Prize y Mejor Video de rock en los Premios Lo Nuestro de Univisión.
“Puro Cabas” fue su tercer álbum de estudio publicado octubre en 2005. Varias de sus canciones se grabaron en El Cielo Recording Studios, Monterrey, México y fueron coproducidas con el compositor Colombiano Kike Santander. Una de ellas, “La Cadena de Oro” permaneció en el Top10 de la MTV por mucho tiempo. Por otra parte, “Vámonos de aquí” y “Llega la noche”, contaron con la colaboración de los músicos de la banda norteamericana The Black Eyed Peas y con la producción general del mexicano Toy Hernández.
En “Amores Difíciles” (2008), su cuarto disco bajo la producción de Carlos Jean, colaboró junto a Enrique Bunbury y Orishas en “He Pecado”. “Bonita”, primer sencillo de esta producción, batió récords al permanecer por más de 22 semanas #1 en las radios de Latinoamérica.
Su quinta producción "Si Te Dijera" (2011), consolidó su carrera artística. En esta oportunidad contó con colaboraciones especiales de artistas como: Andrés Calamaro, Vicentico, Mala Rodríguez y Ale Sergi, del grupo argentino Miranda.
Posteriormente llegaría “Increíble Pero Cierto – Grandes Éxitos” (2012), un álbum recopilatorio por sus 10 años de carrera artística.
Con la desaparición de la discográfica EMI, Cabas pasó de facto a ser un artista independiente y lanzó el sencillo "Que Prenda La Moto" y su videoclip en junio de 2013. 

### Música infantil y para Teatro
Ha compuesto y dirigido obras musicales para teatro en Nueva York, al lado del director Jorge Alí Triana y el nobel Vargas Llosa, para la obra "Pantaleón y las Visitadoras" musicalización que le mereció el premio ACE de periodismo teatral en Nueva York. 
Además participó en la creación musical "Un Mundo Mejor - 37 canciones inspiradas en Las Fábulas de Gunter" obra naturalista del científico belga Gunter Pauli, en la que se incluyeron 37 canciones en español e inglés, obra dirigida a niños y jóvenes para promover el amor y respeto por la naturaleza. Este proyecto ha sido editado en diferentes países gracias al interés de profesores y alumnos.

### Actualidad
A finales de 2015 lanzó el sencillo “Enamorándonos” (APM) primero en Colombia y justo después en Ecuador. En ambos países, el sencillo escaló hasta lo alto de las listas convirtiéndose en un Hit en las emisoras de radio. 
Cabas participó cantando la canción durante la gala final de La Voz Ecuador en julio y “Enamorándonos” se lanzó oficialmente en México en agosto de 2016.
El tema fue incluido en la banda sonora de la película mexicana “Treintona, Soltera y Fantástica” con Bárbara Mori y dirigida por Chava Cartas que se estrenó en octubre de 2016.
"Rompe Los Niveles" original mezcla de cumbia con reguetón se lanzó en el verano de 2017. Esta canción fue escrita e interpretada junto a Descemer Bueno.

## Discografía

### Cabas(noviembre de 2001)
1. Susurro
2. Himno a la Mamita
3. Mala Hierba
4. Mi Bombón
5. Juancho
6. Tu Boca
7. Ana María
8. Jincho
9. Fandango Viejo
10. Se Llama Cumbia
11. La Cantaleta
12. Fiesta de Tambores
13. Colombia Tierra Querida
14. A Veces Soy Feliz

### Contacto(septiembre de 2003)
1. La Caderona
2. Golpe Negro
3. Declaración del Bizco
4. Bolita de Trapo
5. Contacto
6. Patasarriba
7. Adentro
8. Arrastraíto
9. Confía
10. La Conquista
11. Puerto Jabalí
12. Monocuco
13. El Peregrino
14. Cosa Sabrosa
15. Machuca
16. Primer Amor

### Puro Cabas(septiembre de 2005)
1. Intro
2. Guacamaya
3. La Cadena de Oro
4. Poseído
5. Vámonos de Aquí
6. Increíble
7. La Quejosa
8. Llega la Noche
9. Salvaje
10. Caribe Soy
11. Likua
12. Chiles Rellenos
13. ¿Quién Dijo Que No?

La edición especial llamada De la sombra a la luz contiene 3 canciones más:
- Soñar no cuesta nada
- Cuando tu cariño
- Amor de mis amores

### Amores Difíciles (mayo de 2008)
1. No Dejo de Pensar en Ti
2. Bonita
3. Como Nuestro Amor No Hay Dos
4. He Pecado (Enrique Bunbury & Orishas)
5. Hoy Que Te Vas
6. La Maleta Sin Fondo
7. Amores Difíciles
8. Donde
9. La Niña Alicia
10. Apaga la Luz
11. Futuros Recuerdos
12. Bonita (Acústica)
13. Primer Amor

### Si Te Dijera (septiembre de 2011)
1. Si Te Dijera
2. Después de la Lluvia (Feat. Vicentico)
3. Irreversible
4. La Kalora (Feat. Mala Rodríguez)
5. Por Una Mujer
6. Lo Que Dejamos Atrás (Feat. Andrés Calamaro)
7. Somos Dos
8. Tanta Belleza
9. Dime Que Te Vas
10. Fácil (Feat. Ale Sergi)
11. Tranquilo (Feat. Simón Cabas)